# آنتونیو جوستو آلسیبار
آنتونیو جوستو آلسیبار (انگلیسی: Antonio Justo Alcibar؛ زادهٔ ۳۰ دسامبر ۱۹۴۴) بازیکن فوتبال اهل آرژانتین است.
از باشگاه‌هایی که در آن بازی کرده‌است می‌توان به باشگاه فوتبال نیولز اولد بویز، باشگاه فوتبال راسینگ کلوب آویاندا، و باشگاه فوتبال المپیاکوس اشاره کرد.